# Заплетал, Йиндржих
Йиндржих Заплетал (чеш. Jindřich Zapletal, род. 12 июля 1937) — чехословацкий и чешский шахматист, гроссмейстер ИКЧФ.
Добился значительных успехов в игре по переписке.
Победитель 2-го чемпионата Европы по переписке (1964—1967 гг.).
Участник 7-го чемпионата мира по переписке (1972—1975 гг.; 5 из 16, 14 место).
В составе сборной Чехословакии участник 10-й (1987—1995 гг.) и 11-й (1992—1999 гг.) заочных олимпиад (на 11-й олимпиаде сборная, возглавляемая Заплеталом, завоевала золотые медали). На 12-й заочной олимпиаде (1998—2004 гг.) выступал в составе сборной Чехии.